# Mangalmé (département)
Pour les articles homonymes, voir Mangalmé.
Le département de Mangalmé est un des 4 départements composant la région du Guéra au Tchad. Son chef-lieu est Mangalmé.

## Subdivisions
Le département de Mangalmé est divisé en 4 sous-préfectures :
- Mangalmé
- Bitchotchi
- Eref
- Kouka Margni

## Administration
Préfets de Mangalmé (depuis 2008)
- 9 octobre 2008 : Mahamat Habib Taha[1]